# Vieira Lusitano
Francisco Vieira de Matos (Lisboa, 4 de octubre de 1699 - Lisboa, 13 de agosto de 1783), más conocido por Vieira Lusitano, fue un pintor, ilustrador y miembro de la Academia de San Lucas de Roma. Fue caballero de la Orden de Santiago de la Espada, pintor de la Casa Real Portuguesa e ilustrador de múltiples obras. Tras haber estudiado en Roma y de una complicada historia amorosa, acabó sus días en el Convento del Beato Antonio, en Lisboa.

## Biografía
Tercer hijo de Francisco Vieira de Matos (fabricante de medias) y de Antónia Maria, estaba destinado por su familia a la carrera eclesiástica, pero desde niño mostró una gran vocación por el dibujo. Unos conocidos de la Quinta de Boavista, situada en Carnide (Lisboa), próxima al Monasterio de Nuestra Señora de Luz, que dirigían una academia literaria, mostraron interés por sus trabajos. Allí conoció Vieira Lusitano a Inês Helena de Lima e Melo, su primer y único amor, un amor que habría de atormentarlo hasta el final de su vida.
En Lisboa estudió humanidades y pintura, tal vez con André Gonçalves. Viendo sus progresos, el marqués de Abrantes, Rodrigo Anes de Sá Almeida e Meneses, nombrado embajador en Roma, le propuso llevarlo consigo a la capital italiana para que perfeccionara su arte. La familia de Vieira Lusitano aceptó la propuesta, y con apenas 12 años, el 16 de enero de 1712, salió de Lisboa en compañía del diplomático portugués con destino a la capital italiana. El navío que lo conducía sufrió un violento temporal enfrente de Cartagena (España), pero llegó a su destino felizmente.

### Estancia en Roma
En Roma fue discípulo de Benedetto Luti, y siguiendo las indicaciones de este profesor, estudió los cuadros de los Caraches de la Galería de los Farnésios, frecuentó las academias nocturnas, y buscó con gran ardor aprovechar útilmente el tiempo, pero Marquês de Abrantes se acordó del distraer desales trabajos encargándolo de hacerle dibujos de todos los festejos y funciones religiosas que se efectuaban en Roma, de todos los ornamentos y piezas que servían de adorno a los altares de la Basílica de San Pedro, del museo del cardenal de Alpedrinha, y satisfechas todas estas ganas, aún Marquês de Abrantes lo mandó copiar los panos de Arrás, los candelabros, los móviles y todo cuánto guarnecia la sala principal del palacio de la embajada, así como quitar un dibujo de su carruaje.
En esta altura estaba el diplomático portugués casi en vísperas de regresar Portugal, y quería traer consigo y su protegido, al cual comunicó su intención. Vieira Lusitano recibió gran disgusto al saber de tal idea, porque en verdad, poco hube aprovechado con su estada en Roma, y le pidió para tardarse más algún tiempo, por ser su ardiente deseo perfeccionarse en la pintura. Marquês de Abrantes no le gustó el pedido, y parece aunque trató desabridamente su protegido; finalmente, reconociendo que el pedido era razonable, lo dejó quedar en Roma, y Vieira allí se tardó dos años más, entregándose entonces con todo el ardor al estudio, y teniendo Francesco Trevisani por maestro. Tomando parte en un concurso de la Academia de San Lucas, ganó el premio con un trabajo en que representó la conocida escena de Noé embriagado delante de sus hijos, siendo él el primer portugués que en Roma alcanzó tan sabida honra.

## Regreso a Portugal
Tras siete años de ausencia, a su regreso a Portugal obtuvo el encargo de Juan V de Portugal de hacer un gran cuadro del Santísimo Sacramento para la procesión del Corpus Christi. Posteriormente pintó también en la sacristía de la iglesia patriarcal algunos cuadros representando a los Apóstoles, un Ecce Homo, Cristo crucificado, El Señor prendido a la columna y Cristo caminando hacia el Calvario; también hizo los esbozos de tres cuadros: El Salvador, San Juan Evangelista y San Lucas, los cuales no llegó a concluir.

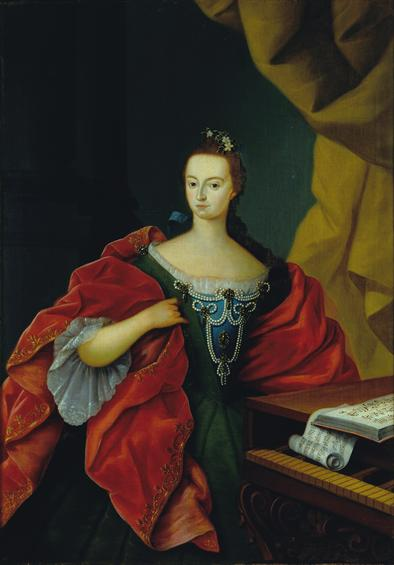
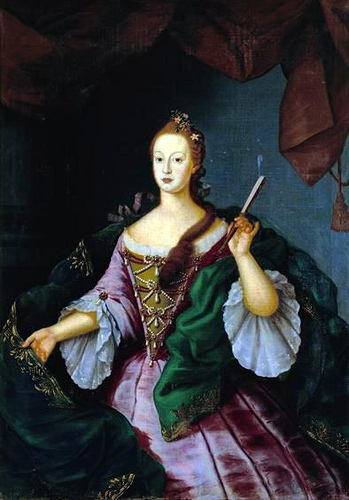
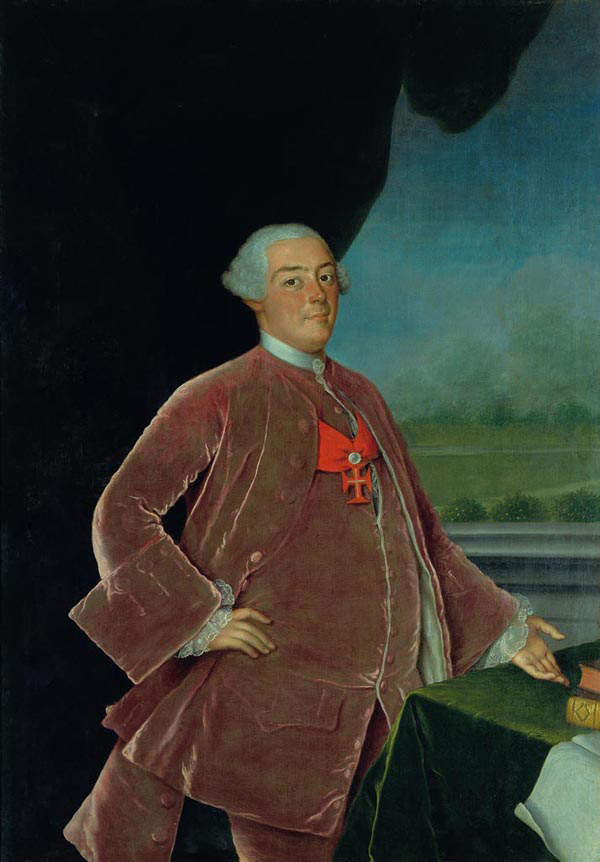

Sin embargo, el amor de Vieira Lusitano por Inés Helena de Lima e Melo no estuvo exento de problemas. Hubo matrimonio, pero los padres de la novia, tan pronto como supieron de las diligencias en que andaba Vieira Lusitano, llevaron a su hija al Convento de Santana, y la obligaron a tomar los votos, aunque estaba casada. Vieira Lusitano intentó por todos los medios legales sacar a la esposa del convento de clausura, pero como ni el propio soberano lo atendió, decidió volver a Roma para pedir clemencia al papa. Estuvo más de cinco años en Roma trabajando activamente, por un lado para solventar la salida de su esposa, y por otro estudiando y perfeccionando su pintura. Fue nombrado académico de la Academia de San Lucas, a la que había entrado como cofrade en su segundo viaje, el 22 de octubre de 1719, con el nombre de Francisco Vieira de Matos.

### Nuevo regreso

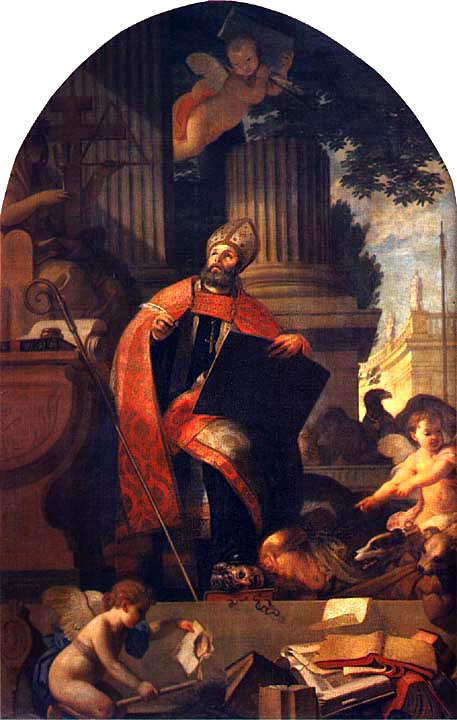
Santo Agostinho pisando con sus pies la Herejía (1770), en el Museo Nacional de Arte Antiguo

Desanimado por no haber conseguido del pontífice aquello que tanto ambicionaba, regresó a Portugal. Saltándose todas las leyes civiles y eclesiásticas, en 1728 liberó a Inês de su celda y la sacó del monasterio. Como venganza, un hermano de la joven esperó al pintor en la calle de las Negras y descerrajó sobre él un tiro de pistola, que lo hirió gravemente. Algún tiempo después, hallándose restablecido, Vieira Lusitano fue a pedir justicia a Juan V de Portugal, pero el monarca no lo atendió. El criminal salió del reino libremente, y pasados los años, hubo de pedir ayuda a aquel a quien intentó asesinar. Vieira se retiró por algún tiempo al Convento de los Paulistas, donde, entre 1730 y 1731, pintó unos famosos eremitas para el crucero de la iglesia. Inició un nuevo viaje a Roma, pero llegando a Sevilla, en 1732, trabajó para el rey Felipe V, siendo llamado un año más tarde a Lisboa. Al volver a la capital portuguesa fue nombrado pintor del rey con el sueldo mensual de 60 000 reales, gastos aparte. Estuvo en Mafra, donde enviudó en 1775 y, deprimido por la pérdida de su esposa, abandonó la pintura e ingresó en el Convento Beato António, pasando allí los últimos años de su existencia. Recibió la orden de caballero de Santiago en el año 1744.

## Catástrofe y herencia

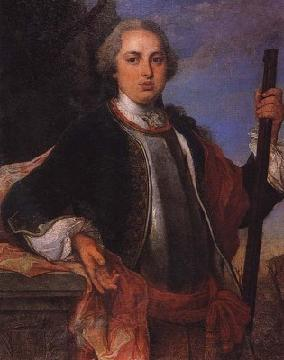
D. Lourenço de Lencastre (1750), en el Museo Nacional de Arte Antiguo.

Muchos de los trabajos de Vieira Lusitano se perdieron en el terrible terremoto de 1755, siendo el más notable de todos ellos el del techo de la Iglesia de los Mártires, pintado en 1750, y en el que se veía representada la toma de Lisboa por D. Afonso Henriques. De las obras que escaparon al terremoto, citaremos dos paneles en la iglesia de San Roque, Santo Antonio predicando a los peces y Santo Antonio postrado ante Nuestra Señora; un San Agustín, en la portería del convento de la Gracia, de 1736; unos cuadros de San Antonio, S. Pedro, S. Pablo, la Sagrada Familia y Santa Bárbara, pertenecientes a la Casa de Povolide y ejecutados entre 1736 y 1740; otra Sagrada Familia, perteneciente al conde de Assumar; un gran panel representando a San Francisco, del Convento del Niño de Dios; un cuadro de la capilla de la Cartuja; los cuadros de S. Francisco de Paula, en la capilla de su iglesia, y en las capillas laterales, los de Nuestra Señora de la Conceição, de la Sagrada Familia y Santo António, todos ejecutados en 1765. La capilla de los 7 altares de la iglesia de Mafra tiene un gran cuadro de la Sagrada Familia; en la capilla de S. Joaquim al Calvário, hay otro cuadro de la Sagrada Familia, colocado encima del altar, que pasa por ser uno de sus más bellos trabajos; por último, una Nuestra Señora de la Concepción, que estuvo en la Junta del Comercio.
Federico Guillermo de Schaumburg-Lippe visitó a Vieira Lusitano en 1762 y obtuvo de él un Santo Antonio, que llevó a Alemania. Guilherme Hudson también adquirió una Adoración de los Reyes Magos, que llevó a Inglaterra. Vieira Lusitano también grabó el aguafuerte Neptuno y Coronis, y Las Parcas.
En 1780, fue nombrado director de la Academia del Desnudo. Entre los discípulos del notable pintor se cuenta su hermana Catarina Vieira, de quien eran, en parte, algunos cuadros de la ermita de S. Joaquim y que pintó un San Lucas y un San Juan Evangelista.

## Obras
- Retrato de D. Lourenço José Brotas de Lencastre (c. 1745-1750), en el Museo Nacional de Arte Antiguo
- Las Infantas de Portugal (1753), en el Palacio de Queluz
- Las Infantas de Portugal (Aranjuez, 1753), en el Palacio Real de Aranjuez (España)